# Silver Apples
Silver Apples fue un dúo neoyorquino de música electrónica psicodélica compuesto por Simeon Oliver Coxe III (conocido como Simeon), y el batería Danny Taylor, hasta su fallecimiento en 2005. El grupo estuvo activo entre 1967 y 1969, para reaparecer a mediados de los 90. Fueron uno de los primeros grupos en emplear técnicas propias de la música electrónica en el contexto de un idioma propio del rock. Simeon continuó tocando en solitario hasta 2016, falleció en 2020.

## Biografía

### En los 60
Silver Apples se formó a partir de un grupo tradicional de rock llamado The Overland Stage Electric Band, que tocaba regularmente en el East Village. Simeon era el cantante, y comenzó a incorporar un oscilador de 1940 hecho a medida que molestaba tanto al resto de miembros del grupo, que este se redujo al dúo formado por Simeon y Taylor. En ese momento decidieron cambiar el nombre del grupo a Silver Apples, inspirados por el poema de William Butler Yeats, "The Song of the Wandering Aengus". El arsenal de osciladores fue creciendo, hasta incluir, de acuerdo con las notas interiores de su primer LP, nueve osciladores, montados uno encima de otro, además de 86 controles manuales para controlar los sonidos solistas, del ritmo y del bajo con las manos, los pies y los codos. Simeon diseñó un sistema de teclas telegráficas y pedales para controlar la tonalidad y los cambios de acordes y, según él, nunca ha aprendido a tocar los teclados y sintetizadores tradicionales.
Firmaron con Kapp Records, y editaron su primer disco, Silver Apples, en 1968. Publicaron un sencillo de ese trabajo, "Oscillations", una canción a la que Simeon se refiere como la primera que escribió. El siguiente año editaron su segundo LP, Contact e hicieron una gira por los Estados Unidos. Un tercer álbum fue grabado en 1970, pero Kapp fue absorbido por MCA Records, dejando el disco sin editar, y al grupo disuelto.

## Discografía
- Silver Apples (1968)
- Contact (1969)
- Beacon (1998)
- Beacon - Remixed (1998)
- Garden (1998)
- Decatur (1998)
- Clinging To A dream (2016)